# Hans Marr (Skispringer)
Hans Marr (* 7. Oktober 1914 in Oberhof; † 21. März 1942 in Baryssau) war ein deutscher Skispringer.

## Werdegang
Marr, der von Beruf wie sein Vater Schuhmacher war, begann früh mit dem Skisport. Nachdem 1928 die erste Schanze in seiner Heimatstadt Oberhof gebaut wurde, gehörte er zu den ersten Springern. Bei der Thüringer Meisterschaft 1930 feierte er seinen ersten Sieg.
Marr gehörte zur deutschen Mannschaft bei den Olympischen Winterspielen 1936 in Garmisch-Partenkirchen. Im Einzelspringen von der Normalschanze erreichte er als bester Deutscher den 10. Rang. Ab 1937 gehörte er den 3. Gebirgsjägern, Regiment 100 in Bad Reichenhall als Unteroffizier an.
Bei der Nordischen Skiweltmeisterschaft 1938 in Lahti erreichte Marr mit Sprüngen auf 63 und 61 Metern den 18. Platz. Ein Jahr später bei der Nordischen Skiweltmeisterschaft 1939 in Zakopane erreichte er Rang 13.
Auf der Schanze des Friedens sprang er 1941 die größte dort jemals erreichte Weite von 72 m. (Schanzenrekord)
Marr fiel während des Zweiten Weltkriegs im Russlandfeldzug 1942 als Mitglied des Unteroffizier Truppenteil 2 Kompanie Jagdkommando 1 in Belarus, nachdem er mit dem Ski auf eine Mine fuhr. Er wurde namenlos in Schtschituny begraben. Die Überführung auf die Kriegsgräberstätte Duchowschtschina durch den Volksbund Deutsche Kriegsgräberfürsorge ist vorgesehen, die persönlichen Daten von Hans Marr sind im dortigen Gedenkbuch eingetragen.
In Oberhof und Umgebung wird zu Ehren Marrs der Hans-Marr-Pokal, ein regionaler Skisprung-Pokal-Wettbewerb ausgetragen. In den 1950er Jahren plante man die Jugendschanze am Wadeberg in Hans-Marr-Schanze umzubenennen, was jedoch 1956 abgelehnt wurde.